# Fraser-Syndrom
Das Fraser-Syndrom ist eine äußerst seltene Mutation, die bislang bei etwa 150 Kindern beschrieben wurde. Die Besonderheit geht hauptsächlich mit körperlichen Fehlbildungen einher. Viele der betroffenen Kinder sterben während oder unmittelbar nach der Geburt, da meist Kehlkopf- und Nierenfehlbildungen vorhanden sind.

## Hauptkriterien
Die Diagnose des Syndroms wird gestellt, wenn zwei Hauptkriterien und ein Nebenkriterium oder ein Hauptkriterium und vier Nebenkriterien vorhanden sind:
- Kryptophthalmus (Fehlen der Lidspalten mit Mikrophthalmie oder Anophthalmie)
- Syndaktylie
- Urogenitalfehlbildungen, auch Nierenagenesie
- fehlende oder fehlgebildete Tränengänge

## Nebenkriterien, weitere Fehlbildungen
Fehlbildungen von Ohrmuscheln und Mittelohr, Lippen- und Gaumenfehlbildungen, Fehlbildungen der Nase und entlang der Zungen-Mittellinie, Hypertelorismus, Kehlkopfstenose, Kehlkopfatresie, weit getrennte Schambein-Symphyse, Verlagerung von Nabel und Mamillen, Mesenterium commune, fehlende oder polyzystische Nieren, fusionierte Schamlippen, Fehlbildungen der Geschlechtsorgane, Omphalocele

## Geschichte
Der britische Humangenetiker George R. Fraser diagnostizierte dieses Syndrom erstmals 1962. In den folgenden Jahren wurde es als Kryptophthalmus-Syndrom bezeichnet. Viele Ärzte meldeten weitere Fälle, und viele Studien wurden durchgeführt. Da dieses Syndrom häufig in Verbindung mit Verwachsungen von Fingern auftritt, wurde es auch als Kryptophthalmus-Syndaktilie-Syndrom bezeichnet. Des Weiteren ist das Fraser-Syndrom bekannt als Meyer-Schwickerath’s syndrome, Fraser-François syndrome und Ullrich-Feichtiger syndrome.
Victor A. McKusick, der 2008 mit dem Japan-Preis ausgezeichnet wurde,  benannte dieses Syndrom 1966 letztlich nach seinem Erstbeschreiber als Fraser-Syndrom.
1986 wurde bekannt, dass der Kryptophthalmus mehrfach auch ohne weitere Fehlbildungen aufgetreten war, folglich wurde dieser nun isolierter Kryptophthalmus genannt.
Rückblickend auf 124 in der Literatur festgehaltene Fallbeispiele erfüllten 86 Patienten die Kriterien für das Kryptophthalmus-Syndrom, 27 Patienten für die Diagnose isolierter Kryptophthalmus und 11 Patienten konnten nicht zugeordnet werden.

## Beschreibung

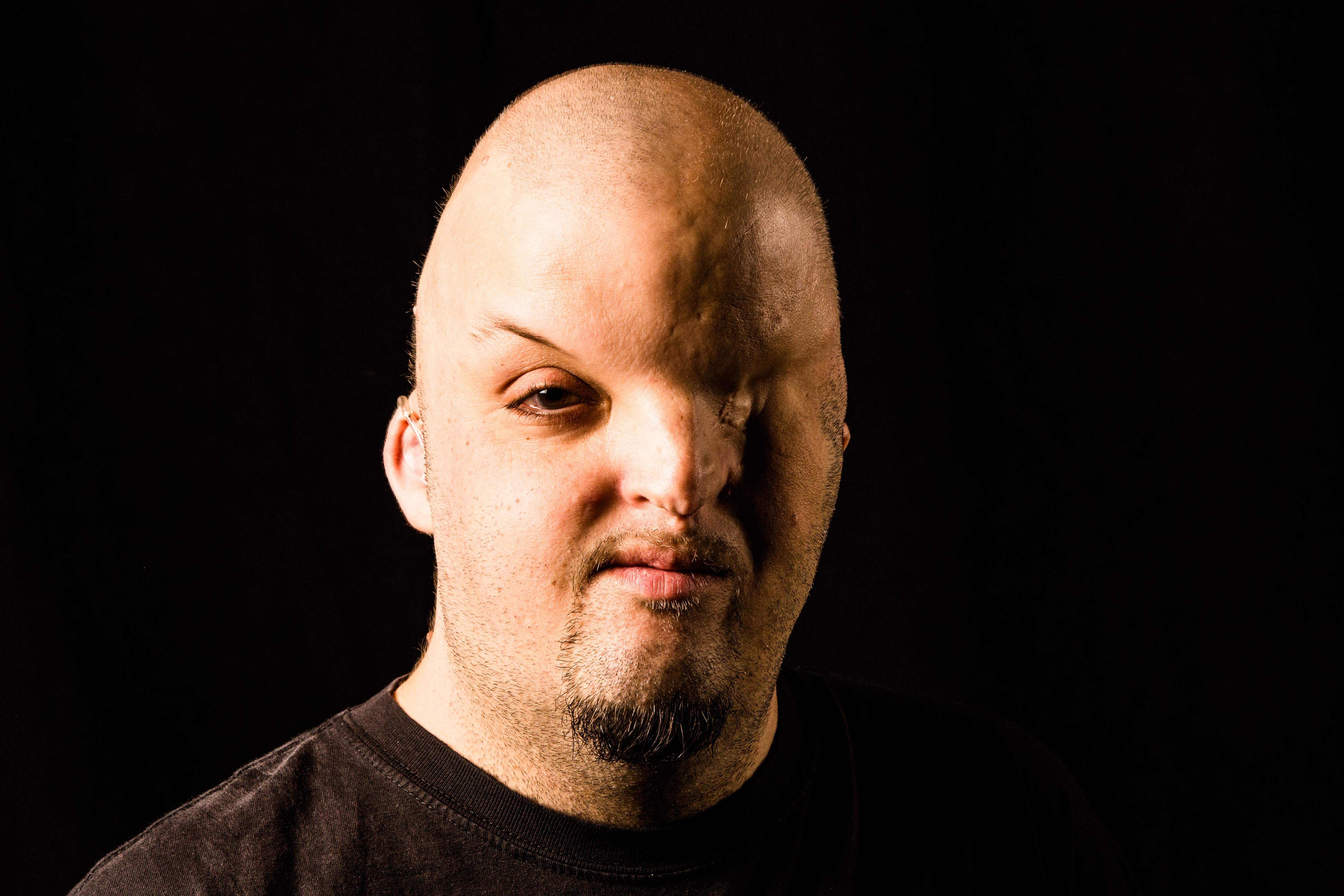
Lars Fischer ist Wissenschaftsjournalist und wurde mit der seltenen Erbkrankheit geboren.

Das Fraser-Syndrom ist ein seltenes Syndrom, welches mit diversen körperlichen Fehlbildungen einhergeht. Die meisten betroffenen Menschen weisen keine kognitiven Beeinträchtigungen auf, weltweit sind bislang ca. 150 Fallbeispiele beschrieben.
25 von 100 der betroffenen Kinder werden tot geboren und weitere 20 versterben im ersten Lebensjahr an den Folgen der Kehlkopf- und Nierenfehlbildungen. Ohne diese Fehlbildungen ist die Lebenserwartung fast wie üblich. Bei 15 von 100 Kindern mit Fraser-Syndrom sind Vater und Mutter blutsverwandt. In den meisten Fällen erfordern die Kehlkopffehlbildungen eine Tracheotomie während oder unmittelbar nach der Geburt. Diese kann jedoch nach einigen Jahren, je nach Art der Fehlbildung, wieder verschlossen werden, sofern es möglich ist, die Funktion des Kehlkopfes operativ wiederherzustellen.
Das Fraser-Syndrom kann in der Schwangerschaft im Rahmen von Pränataldiagnostik mittels Ultraschall festgestellt werden. Häufig fällt es beim Feinultraschall auf, sofern z. B. die Symptome Syndaktylie und echogene Lungen vorhanden sind. Die echogenen Lungen entstehen u. a. durch Larynxatresie, diese verhindert den Rückfluss der sich stetig bildenden Flüssigkeit in den Lungen, so dass sich die Flüssigkeit staut; dies wird auch fetales CHAOS genannt. CHAOS steht hierbei für Congenital High Airway Obstruction Syndrome (Verengung der oberen Atemwege). Die Schwere der Behinderung lässt sich pränatal nicht feststellen. Dennoch haben die Eltern in Deutschland und den meisten anderen Industrieländern die Wahl, die Schwangerschaft aus medizinischer Indikation abbrechen zu lassen.
Eine Forschergruppe in London, die sich mit diesem Syndrom befasst, lokalisierte das Gen für das Fraser-Syndrom 2004 auf Chromosom 4 Genlocus q21. Das betroffene Gen hat die Bezeichnung FRAS1 (Fraser syndrome 1) und kodiert für ein Protein der extrazellulären Matrix. Dieses scheint bei der Regulierung der Adhäsion der Basalmembran der Epidermis und der Organogenese eine Rolle zu spielen. Das Syndrom wird autosomal-rezessiv vererbt.
Im Jahr 2005 hat die Londoner Forschergruppe das Vorkommen einer kognitiven Behinderung in direktem Zusammenhang mit dem Fraser-Syndrom revidiert und plant, dieses Kriterium aus der Syndrombeschreibung herauszunehmen.
Differentialdiagnostisch abzugrenzen ist das Anophthalmie-Syndaktylie-Syndrom.